# Erethistes maesotensis
Erethistes maesotensis és una espècie de peix de la família Erethistidae i de l'ordre dels siluriformes.

## Morfologia
- Els mascles poden assolir 2,2 cm de longitud total.[2]

## Hàbitat
És un peix d'aigua dolça i de clima tropical (22 °C-24 °C).

## Distribució geogràfica
Es troba a Àsia: riu Mae Nam Moei (afluent del riu Salween, frontera entre Tailàndia i Myanmar).